# Elbridge Ross
Elbridge Ross (Boston, 2 agosto 1909 – St. Petersburg, 13 novembre 1980) è stato un hockeista su ghiaccio statunitense.

## Palmarès

### Olimpiadi invernali
- Bronzo a Garmisch-Partenkirchen 1936 nell'hockey su ghiaccio.